# Canton de Relling
Le canton de Relling est un ancien canton français du département de la Moselle, disparu en 1815.

## Histoire
En 1801, ce canton était situé dans l'ancien arrondissement de Thionville. Il était composé de 37 communes qui appartenaient précédemment à l'ancienne province de Lorraine, à l'exception de trois qui avaient appartenu aux Trois-Évêchés en 1789.
En 1802, il totalisait 8245 habitants répartis dans 1573 maisons (à l'époque ou l'administration départementale a obtenu ces chiffres, elle n'arrivait que rarement à réunir des renseignements exacts).
À la suite du traité de Paris de 1815, la France dut céder à la Prusse une partie du département Mosellan, de par le fait ce canton disparut.

## Composition
| Communes en 1802          | Population en 1802 |
| ------------------------- | ------------------ |
| Beaumarais et les Picards | 601                |
| Becking                   | 451                |
| Bédestroff                | 83                 |
| Buren                     | 217                |
| Dilling                   | 513                |
| Duren ou Dieren           | 158                |
| Emerstroff                | 193                |
| Erbring                   | 82                 |
| Fecking                   | 96                 |
| Felsberg et Neuhoff       | 154                |
| Fremestroff               | 384                |
| Furweiler                 | 112                |
| Gros-Hémestroff           | 428                |
| Guerlefang                | 205                |
| Guising                   | 126                |
| Hargarten-lès-Becking     | 85                 |
| Haustadt                  | 154                |
| Honzerath et Geiskner     | 114                |
| Itsbach                   | 148                |
| Kerling-lès-Sarrelouis    | 95                 |
| Kerprich-Hemestroff       | 425                |
| Limberg-bas               | 158                |
| Limberg-haut              | 62                 |
| Mécheren                  | 80                 |
| Merching                  | 237                |
| Niedaltroff               | 285                |
| Nunkirchen                | 163                |
| Obresch                   | 145                |
| Pachten                   | 353                |
| Ramelfang                 | 42                 |
| Relling                   | 596                |
| Rémeldorf                 | 42                 |
| Rheimsbach                | 272                |
| Sainte-Barbe              | 53                 |
| Schwerdorf                | 203                |
| Sistroff                  | 197                |
| Vaudrevange               | 531                |

## Composition en 1801
Beaumarais, Becking, Bédestroff, Buren, Dieren ou Duren, Dilling, Emerstroff, Erbring, Fecking, Felsberg, Fremestroff, Furweiler, Gros-Hémestroff, Guerlefang, Guising, Haustadt, Hargarten-lès-Becking, Honzrath, Itzbach, Kerling, Kerprich-Hémestroff, Limberg-bas, Limberg-haut, Mécheren, Merching, Niédaltroff, Nunkirchen, Obresch, Pachten, Ramelfang, Rémeldorf, Reimsbach, Rhéling, Sainte-Barbe, Schwerdorf, Sistroff, Vaudrevange[Quoi ?].